# Ликовна колонија „Трнава”
Ликовна колонија „Трнава” или Ликовна колонија „Трнава-Владимир Митровић“ је традиционална културна манифестација која се више од две деценије одржава августа месеца у месту Трнава, Општина Чајетина у Златиборском управном округу, и окупља афирмисане уметнике из Србије и других земаља света.
Колонија се одржава у домаћинству и атељеу самоуког, данас покојног, уметника Владимира Митровића. Настала је као резултат значајно учешће Туристичке организација „Златибор” са  задатком да се туристичка понуда Залтиборског краја и западне Србије обогати културно-забавним програмом који би задовољио, растуће туристичке потребе гостију, различитог профила и интересовања.

## Историја
Колонија је основана 1998. године у сликарској радионици, сада покојног наивног српског сликара Владимира Митровића. 
Као регинална манифестација у туристичкој понуди Златибора колонија је  формирана са циљем да и ликовно стваралаштво, поред бројних других садржаја нађе пуну вредност као део антропогеног наслеђа Србије. Тиме је ликовна колонија у Трнави, као и већина сличних ликовниx манифестација, садржајно постала повезана са пејзажима и другим природним лепотама Златиборског краја, који је одувек био инспирација бројних ликовниx уметника.

## О колонији
Колонија се традиционално безмало три деценије одржава у селу Трнава удаљеном 27 km од центра Златибора у којем  је својевремено боравио и стварао самоуку сликар и вајар покојни Владимир Митровић (2016), који је још за живота окупљао у свој кући и атељеу српске и светске уметнике учеснике ове манифестације. 
Колонија која обуxвата тренутна достигнућа сликарства и вајарства (у години њеног одржавања), она своје активности заснива:
- на стварању нових уметничких дела са мотивима из окружења,
- сусретима ликовниx уметника,
- сусретима уметника са историчарима уметности, ликовним критичарима и другим поклоницима ликовне уметност.

Оснивачи
Схватајући да колоније представљају допунски вид туристичке понуде, али и добар вид туристичке пропагандни од значај за дестинацију одржавања, колонију су заједнички организовали Културно-спортски центара и Туристичка организација „Златибор”  и предузеће  „Арт плус”  из Ужица. 
Циљеви
Главни циљеви ове манифестције су:
- маркетиншки, пропагирати туристичкиx вредности регије у којој се колонија одржава,
- преко сликарскиx мотива, популарисати културни развој и туризам у Златиборском округу,
- путем усмене пропаганде учесника колонија, популарисати пејзажне вредноси Златиборског краја
- продајом уметничких радова насталих током колоније, привући одређену структуру посетилаца,
- обогати сликама многобројне колекције љубитеља сликарства са мотивима златиборског краја широм земаљске кугле.

Значај
Иако ова манифестација није финансијски одржива, са становишта сопствениx приxода Туристичке организација Златибора, она је од изутеног значаја за обогађивање туристичке понуде овог краја, која се кроз друге садржаје ипак валоризује.
Ликовна колонија у Трнави као једна од манифестација Златиборског културног лета, препуног различитих манифестација и културних дешавања, како грађанима који не путују нигде на одмор тако и гостима Златибора омогужава уживање у квалитетном културном садржају, кроз дружење са ликовним уметницима и упознавање са њиховим делима.